# Gynura drymophila
Gynura drymophila là một loài thực vật có hoa trong họ Cúc. Loài này được (F.Muell.) F.G.Davies mô tả khoa học đầu tiên năm 1981.